# Gloobinho
Gloobinho é um canal de televisão por assinatura brasileiro lançado oficialmente em 17 de outubro de 2017 que é pertencente à Globo, empresa do Grupo Globo que em 2020 unificou a TV Globo, a Globo.com, a DGCorp (Diretoria de Gestão Corporativa) e a Globosat (hoje chamada de Canais Globo). É uma versão Pré-escolar do Gloob voltada para crianças de 2 a 5 anos.
A programação do canal já esteve disponível sob demanda através de uma plataforma própria do canal, a antiga Gloobinho Play.

## História
No dia 3 de agosto de 2017, o jornal Agora São Paulo anunciou que a antiga Globosat, hoje Canais Globo, estaria criando um novo canal chamado Gloobinho, que estrearia em outubro. Inicialmente, a data de estreia era prevista para 3 de outubro, mas devido a problemas técnicos, o canal estreou na Sky em 17 de outubro de 2017.